# Fracaso escolar
El fracaso escolar es el hecho de no alcanzar el título académico mínimo obligatorio de un sistema educativo. No debe confundirse con el abandono escolar temprano de la educación o la formación, indicador que también incluye, en España, a quienes terminan la educación obligatoria con aprovechamiento, pero no siguen estudiando en el caso español el abandono escolar incluye tanto quienes no obtienen el título de la Educación Secundaria Obligatoria como a a quienes logran el título y no estudian Ciclo Básico o Medio de FP (Formación profesional), Bachillerato o cualquier otro tipo de enseñanza, formal o no formal.

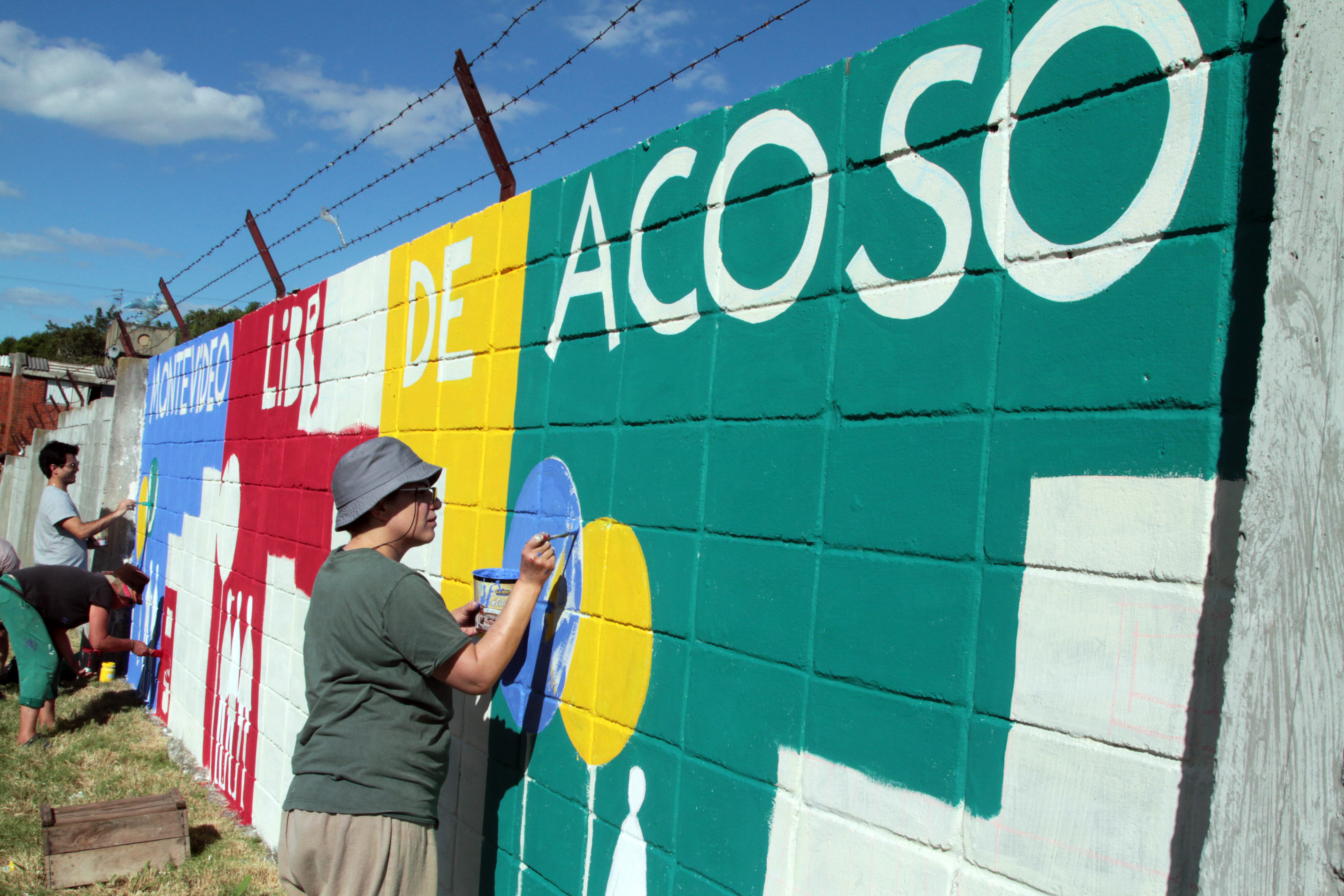
FIGURA 1

El fracaso escolar se refiere a la incapacidad de un estudiante para alcanzar los objetivos académicos mínimos establecidos por el sistema educativo, lo que puede resultar en el abandono escolar temprano, repetición de cursos y dificultades en la inserción laboral a largo plazo.
La expresión «fracaso escolar» ha sido cuestionada, debido al agravio que implica, pues parece señalar que quienes no alcanzan un título educativo se están convirtiendo en personas fracasadas. Además, parece llevar la responsabilidad sobre el logro educativo hacia los estudiantes, no teniendo en cuenta que el éxito escolar es un proceso en el que, aparte de los estudiantes, también intervienen los profesores, la gestión de los centros educativos, las autoridades educativas, las políticas educativas y las familias. Por ello se han propuesto eufemismos y perífrasis, como «alumnos que abandonan el sistema educativo sin la preparación suficiente», pero por ser más largas y novedosas no son tan informativas como la propia de fracaso escolar.
El «rechazo escolar» lo podemos definir como una incapacidad o una negativa bastante dramática por parte del niño a asistir al colegio, aferrarse al hogar y/o los padres, ansiedad por separación, ambivalencia intensa, preocupación por la muerte o ciertas pérdidas, etc.Entre sus graves consecuencias destaca el desarrollo de psicopatologías, las cuales podrían reducirse teniendo una adecuada regulación emocional y siendo asertivo.

## Tipos de fracaso escolar[6]
- Fracaso escolar primario
- Fracaso escolar secundario
- Fracaso escolar circunstancial
- Fracaso escolar habitual

## Bajo rendimiento académico de los escolares
Las causas del fracaso escolar las podemos agrupar en tres tipos: las que tienen que ver con el propio estudiante, con el sistema educativo o con factores socioeconómicos ajenos al sistema educativo. Entre los motivos relacionados con los estudiantes contamos con los que puedan ser sus necesidades especiales, que les dificultan seguir ciertas materias, y los que tienen que ver con su motivación. En cuanto a los factores relacionados con el profesor, están su capacidad para atender a la diversidad o los métodos didácticos que emplean. En cuanto a los centros, cabe destacar la importancia del clima escolar, así como la autonomía para gestionarse. Los rasgos del sistema educativo, como financiación, educación más o menos comprensiva, carrera docente, horarios, etc. también se consideran características relevantes para explicar el fracaso escolar.
En cuanto a los factores extraescolares, cabe destacar la familia y el mercado de trabajo. La familia influye al menos de dos formas; por un lado, criando al niño en un medio cultural similar al del sistema educativo. Por otro lado, con su preocupación y supervisión sobre el trabajo escolar de sus hijos. El mercado de trabajo puede influir en la medida que hace más atractivo para los jóvenes no esforzarse en terminar sus estudios, pues saben que podrán encontrar un trabajo sin necesidad de título.
Los expertos sobre fracaso escolar discuten sobre cuáles de estas causas son más importantes y cómo se pueden abordar.

## Fracaso escolar y desigualdad social

### Fracaso escolar y origen socioeconómico y cultural
Una de las causas que más está asociada al fracaso escolar es el origen socioeconómico y cultural de las familias, tanto capital económico como cultural. Una vez que la escolarización es obligatoria y se alcanza cierto nivel de bienestar, la renta no es tan importante para explicar el fracaso escolar, pero sí lo son las expectativas familiares, la distancia entre la cultura escolar y la cultura familiar. Según Boudon (1983) debemos distinguir entre efectos primarios, secundarios y techo/suelo. Los efectos primarios son las características individuales, como la capacidad cognitiva, y familiares, como el nivel cultural, que influyen en el éxito escolar, pero que son ajenas a la escuela. Los efectos secundarios son los costes y beneficios asociados a estudiar, tanto directos (tasas, material escolar...), como indirectos (transporte, alimentación...) como de oportunidad (ingresos que se dejan de percibir por estudiar). Los costes influyen más en las familias de origen humilde, debido a su mayor aversión al riesgo y a que sus expectativas son más bajas. El efecto suelo se refiere a que los hijos de familias de origen popular no descienden más de clase social por no estudiar, mientras que el efecto techo es el miedo de las familias de origen alto a que sus hijos desciendan de clase social si no estudian. Para autores como Bourdieu y Passeron (2001) o Bernstein (1977) los efectos primarios, como distancia entre la cultura escolar y la cultura familiar son más importantes que el resto de efectos.

### Fracaso escolar y género
Se observa una tendencia en diversos países a que el fracaso escolar de los chicos sea mayor que el de las chicas. Esto ha planteado el debate de a qué se debe el diferencial de rendimiento educativo entre chicos y chicas. Hay quienes sostienen que estas diferencias se deben a características psicológicas asociadas de forma natural a cada sexo. Por otra parte, hay quienes afirman que estas diferencias se deben a las relaciones de género, a cómo chicas y chicos se desenvuelven en el entorno escolar, siendo las chicas más obedientes con el orden escolar, mientras que los chicos tienden a ser más rebeldes, para desafiar la autoridad establecida. Por último, hay quienes sostienen que chicos y chicas se enfrentan a diferentes oportunidades laborales. Las oportunidades laborales de las mujeres con bajo nivel educativo son mucho peores que las de los chicos, por lo que ellos estarían tentados de dejar el sistema educativo y ponerse a trabajar en mayor medida que las mujeres.

### Fracaso escolar e inmigración
La relación entre fracaso escolar e inmigración es mucho más matizada de lo que tiende a pensarse. La categoría "inmigrante" agrupa a una realidad social tan heterogénea que no tiene valor para el estudio del problema educativo. Esto se debe a qué tan inmigrante es la persona que entra irregularmente en un país sin conocer el idioma y sin experiencia con una sociedad urbanizada y de servicios como el gerente de una multinacional que proviene de un país más desarrollado que el país de acogida. Por tanto, como primer paso conviene distinguir los inmigrantes según el país de origen. Además, también es muy relevante la experiencia educativa previa de los inmigrantes y de su familia en el país de origen. Procediendo así, se observa que buena parte de las diferencias observadas entre inmigrantes y nativos se deben a las diferentes características socioeconómicas de las familias. Igualmente la población inmigrante suele tener una renta más baja, parte de sus problemas son sencillamente el fruto de la desigualdad económica simple.

## El alumnado extranjero en el sistema educativo español
Entre 1998 y 2010, la población residente no nacida en España se multiplicó por más de nueve, superando los 5,7 millones al final del periodo y representando el 12,2% de la población. A su vez, el número de estudiantes extranjeros cursando estudios no universitarios se multiplicó por diez, ascendiendo a 730.000, el 9,6% del alumnado escolar.
El boom inmigratorio de la primera década del siglo xxi ha ido acompañado de cambios en la composición de los nuevos residentes según su origen geográfico y económico. En las escuelas españolas, como en el conjunto de la sociedad, la proporción de extranjeros de países de renta alta ha descendido, y hoy el grueso de extranjeros procede de países con una renta muy inferior a la española, junto a los latinos y africanos, ha sido especialmente relevante la llegada de habitantes.
En 2000, la mayor parte de los extranjeros residentes en España procedía de países de la UE-25 (41,8%). Sin embargo, el peso de estos países en el alumnado extranjero era muy inferior, del 27,5%. Con todo, los africanos eran el único grupo con mayor presencia en el alumnado (29,7%), pese a su menor peso en la población (24,8%). Ese año, solo el 7,6% de los inmigrantes de la UE-25 se hallaba en la escuela, frente al 13,9% de los africanos. Estas diferencias en el porcentaje de población escolarizada se deben, en gran medida, a la distinta estructura por edades de cada colectivo.

## Políticas contra el fracaso escolar
Las políticas contra el fracaso escolar se pueden clasificar en dos grandes tipos, según se centren más en lo que pasa dentro de la escuela o en lo que pasa fuera. Las políticas centradas en lo que sucede dentro de la escuela buscan mejorar los métodos didácticos, mejorar el asesoramiento a los estudiantes en cuestiones tales como técnicas de estudios o futuro profesional. También tienen en cuenta los recursos que se invierten en la escuela, como ratio alumnos/profesor, clases de refuerzo, mejoras en bibliotecas u otros recursos. Las políticas centradas en lo que pasa fuera de la escuela tienden a hacer más hincapié en aspectos tales como la relación de los padres y madres con el profesorado y con la supervisión que hacen de la educación de sus propios hijos, o la relación entre servicios sociales y problemas en los centros escolares.
Políticas educativas contra el fracaso escolar a nivel internacional
Una de las medidas más popular contra el fracaso escolar, muy practicada en lugares como la comunidad francófona de Bélgica, es el hacer repetir a los alumnos con nivel bajo. En la otra cara de la moneda algunos países han adoptado un sistema de promoción automática de los alumnos durante toda la escolaridad obligatoria o parte de ella. Entre los países industrializados que han optado por este sistema están Finlandia, Noruega, Suecia, Dinamarca, Reino Unido, Irlanda y Japón. Entre los países que utilizan la práctica de repetir, algunos sólo lo hacen de forma excepcional como Italia, Grecia y Alemania. En otros, como Francia, Bélgica y Portugal, la proporción de alumnos que repiten por lo menos un curso durante su escolaridad es significativa (Marchesi y Hernández, 2003).
Pero, ¿es útil esta política? Holmes recopiló bibliografía sobre estudios en los que se compara la evolución de los grupos de alumnos que repiten con la de alumnos con idénticas características iniciales que son promocionados. Midió factores como los progresos cognitivos, actitudes frente a la escuela, absentismo, inserción social, equilibrio emocional del alumno, etc. Los resultados son llamativos. No sólo disminuye objetivamente el rendimiento de los repetidores, sino que el mismo tiende además a ser infravalorado por los maestros. La evolución es negativa también en casi todos los criterios afectivos. ¿Por qué entonces se sigue empleando esta medida poco eficaz? Lo que el docente no tiene la posibilidad de verificar es que el año repetido es significativamente menos productivo de lo que habría sido para estos alumnos si hubiesen pasado de curso. La comparación de la edad constante muestra que los alumnos promocionados han progresado bastante más deprisa que los que repiten y la diferencia ha ido acentuándose a lo largo de los años. Esto se explica porque repetidores y promocionados no se han enfrentado a un mismo currículum: el repetidor ha retomado asignaturas ya abordadas, mientras que el promocionado ha sido «arrastrado hacia arriba» por la presión de un programa exigente. El año que unos y otros han pasado en sus respectivos entornos ha sido desigualmente estimulante y el tiempo disponible desigualmente aprovechado (Marchesi y Hernández, 2003). 
Un caso ilustrativo es el de Bélgica analizado por los investigadores del Servicio de Pedagogía Experimental de la Universidad de Lieja. A la luz de las comparaciones internacionales, el rendimiento de las escuelas de habla francesa belgas resulta anormalmente bajo en varias materias, especialmente en Lectura y en Ciencias, mientras que las escuelas de habla holandesa, donde se repite mucho menos, obtienen resultados muy superiores en Matemáticas y en Ciencias. 
Cuando el alumno que repite recibe un apoyo individualizado, sus resultados son un poco menos negativos; no obstante, los repetidores que reciben este apoyo no obtienen un resultado mejor que el de sus compañeros de igual nivel inicial que han sido promocionados.
Las formas «indirectas» con las que a veces se repite son igualmente ineficaces. Un ejemplo de forma indirecta sería retrasar un año el ingreso en educación primaria de niños considerados inmaduros.
Por otra parte, varios estudios demuestran que con un nivel de competencias igual, los alumnos que en su pasado escolar han repetido un curso tienden a abandonar significativamente más la escuela que los otros.
Los dos países con el mayor índice de preocupación por los problemas relacionados con el fracaso escolar son Reino Unido y Estados Unidos. En Reino Unido se emplean los resultados de los exámenes de la escuela secundaria, las calificaciones de las pruebas en «niveles clave» o puntos por edades, y los informes periódicos de los equipos de los inspectores escolares, para determinar si una escuela o un distrito va bien o si está «fracasando». Todos los años, los informes revelan que las escuelas requieren «medidas especiales» por las que se les asignan equipos de intervención para crear y poner en marcha planes cuyo objetivo es obtener mejoras medibles en el plazo de un año; de otro modo, es posible que se cierren las escuelas. El proceso de inspección también identifica una segunda categoría de escuelas con «serias debilidades». A estas escuelas también se les asignan ciertas medidas de apoyo (entre las que se incluyen últimamente las presentadas por empresas privadas) para que no se sigan deteriorando y pasen a formar parte del grupo de las «medidas especiales» (Marchesi y Hernández, 2003).
En Estados Unidos, algunos estados y distritos clasificaron a sus escuelas simplemente como escuelas de bajo rendimiento o sin rendimiento, publicaron los resultados y no tomaron ninguna medida. Otros estados han cerrado escuelas que «fracasaban» y las han reconstruido con nuevo personal y liderazgo (por ejemplo Chicago y California). Estados como Kentucky y Tennessee han puesto en práctica estrategias de mejoras de «transformación», mediante la asignación de equipos de apoyo, «educadores altamente cualificados» a las escuelas que atravesaban dificultades. 
No todas las escuelas con bajos niveles de rendimiento son iguales. Es por esto que las estrategias para mejorar las escuelas varían entre los sistemas de alta y baja capacidad. De hecho, el gobierno del Reino Unido ha institucionalizado esta distinción al aplicar niveles de «intervención en proporción inversa al éxito» (Barber, 2000,22 citado en Marchesi y Hernández, 2003).
Como señalan Marchesi y Hernández (2003), Los profesores son la clave para garantizar una buena educación por lo que una iniciativa de mejora de la educación está basada en la calidad del profesorado. En este tema hay dos tendencias: la contratación de los profesores y su mantenimiento y el desarrollo profesional de éstos. Las medidas que se deben adoptar han de estar en función de la situación local. En Inglaterra, donde el profesorado ha tenido durante muchos años una baja consideración social y es poco común que los alumnos más brillantes se dediquen a la enseñanza, se ha utilizado una estrategia que ha consistido en una prominente campaña de publicidad para elevar la imagen de la enseñanza. Así, al celebrar la importancia de la enseñanza, mostrando frases del tipo «nadie olvida a un buen profesor», se espera mejorar la propia imagen de los profesores en activo, animar a los que alguna vez hayan sido profesores a volver a clase y alentar a los jóvenes con buen historial académico a que se dediquen a la profesión. Otra estrategia relacionada con los medios de comunicación ha sido establecer premios anuales para los profesores, el denominado Oscar de la enseñanza, transmitido en directo en cadenas de máxima audiencia. Otra estrategia está relacionada con la remuneración de los profesores. El gobierno ha destinado 2000 millones de libras esterlinas (unos 3200 millones de euros) para aumentar el salario de los profesores, pero – lo que ha causado una gran polémica- ha insistido en que el incremento se relacione con el rendimiento.
Hay varios modelos para potenciar el desarrollo profesional continuo para los profesores: ampliación de los estudios de posgrado, módulos de enseñanza a distancia, cursos breves de diversos tipos, iniciativas basadas en los centros escolares. En los últimos años, una novedad sustancial en Gran Bretaña ha sido el establecimiento de cinco jornadas de capacitación para cada centro escolar, donde la totalidad del personal – sin los alumnos- se reúne con vistas a orientar su desarrollo profesional a situaciones específicas.
La mejora no depende solamente de los profesores, ni de los directores, ni del personal de apoyo de las escuelas. Hay toda una responsabilidad colectiva también: hace falta que todos realicemos un esfuerzo conjunto. Una iniciativa de este tipo es el Programa de escuelas sanas [Healthy Schools Programme], llevado a cabo conjuntamente por el Ministerio de Educación y Empleo [ Department for Education and Employment] y el Ministerio de Salud [ Department of Health] de Inglaterra. Las autoridades sanitarias y de educación local trabajan juntas para proporcionar servicios a las escuelas, tales como los fondos de salud comunitaria, servicios policiales, sociales y de la juventud (Marchesi y Hernández, 2003).
Algunas de las reformas relacionadas con el mercado que se han introducido en los centros escolares ingleses en los últimos años son: examen obligatorio de todos los alumnos a los 7, 11 y 14 años. Establecimiento de objetivos en cada centro en términos de niveles de rendimiento esperados. Publicación de los resultados de cada centro, historial de asistencia de los alumnos, etc. Inspecciones de los centros llevadas a cabo por personal independiente. Revelar el nombre de las escuelas con fracaso escolar. Responsabilizar a los centros de su propio presupuesto. Organismos gubernamentales firmes, con total transparencia. Elección de los centros por parte de los padres. Ninguna de estas reformas ha funcionado de manera brillante, pero tampoco han fracasado. Lo que han hecho es introducir la competencia y las fuerzas de mercado en un sistema educativo que, tradicionalmente se ha mantenido apartado del mercado.
En cada país se han adoptado enfoques diferentes para proporcionar una segunda oportunidad para conseguir una educación secundaria completa y crear así una «Sociedad del Aprendizaje». El proyecto de Escuelas Aceleradas es un movimiento que ha nacido en Estados Unidos para acelerar la vida académica de los estudiantes que corren el riesgo de sufrir un fracaso escolar. Esta iniciativa tiene su Centro Nacional en California y numerosos centros satélite en el resto de Estados Unidos. Tratan a los alumnos en riesgo como estudiantes dotados de talento y buenas cualidades. Los objetivos son: unidad de propósitos, dotar de responsabilidades (el personal, los padres y los estudiantes se hacen responsables de las principales decisiones que van a determinar los resultados educativos) y crear puntos fuertes (identificarlos y potenciarlos tanto en alumnos como en profesores, padres y otros miembros del personal del colegio) (Marchesi y Hernández, 2003).
Un programa conocido como Sucess for All (Éxito para Todos) tiene la idea de utilizar todos nuestros conocimientos acerca de la instrucción eficaz de los estudiantes en peligro para hacer que la organización de la escuela y las clases tengan como objetivo, en primer lugar, evitar que aparezcan deficiencias académicas; reconocer cualquier deficiencia e intervenir de forma intensiva y ofrecer a los estudiantes un plan de estudios rico y completo que les permita ir creciendo sobre la base de las destrezas básicas. Los elementos que componen el programa varían según su localización, dependiendo de las necesidades de la escuela y los recursos disponibles para poner en marcha el programa. Sin embargo tienen unos elementos comunes: programa de lectura, evaluaciones de lectura cada ocho semanas, tutores de lectura, preescolar y jardín de infancia, equipos de apoyo familiar, facilitador del programa, los profesores y su formación, financiación y atención constante. Los resultados de los estudios que evalúan Éxito para Todos muestran efectos significativamente positivos desde el punto de vista estadístico. Se demostró que dicho programa aumenta el rendimiento de lectura de los estudiantes (Marchesi y Hernández, 2003).
Existen evidencias del impacto social generado en escuelas que partían de situaciones graves de fracaso escolar que una vez han aplicado actuaciones educativas de éxito están contribuyendo a la mejora del éxito educativo tanto en las pruebas internas como en las estandarizadas.
Por otra parte, tenemos las escuelas inclusivas. En ellas se tiene en cuenta la enseñanza y el aprendizaje, los logros, actitudes y bienestar de todos los jóvenes. Las escuelas más eficaces no son las que dan por hecho la inclusión educativa sino las que controlan y evalúan constantemente el progreso de los alumnos, identifican a los estudiantes que pueden quedar excluidos, los que son difíciles de atraer o los que se sienten apartados de alguna forma de lo que la escuela pretende proporcionarles. Últimamente, en todas las escuelas inglesas se emplea un instrumento de desarrollo escolar llamado índice de inclusión gracias a la labor de un equipo de maestros, padres, gobernantes, investigadores y el representante de los grupos de incapacitados. Este Índice incluye a las escuelas en proceso de convertirse en inclusivas, recurriendo a las opiniones del personal, gobernantes, alumnos, padres/cuidadores y otros miembros de la comunidad. Se centra en la mejora de los logros educativos a través de prácticas inclusivas (Marchesi y Hernández, 2003).
No hay que olvidar que las investigaciones llevadas a cabo sobre las mejoras escolares han demostrado que las recetas comunes no funcionan: la misma forma de estrategia de mejora no es válida en todas las escuelas. Por esto, lo que funciona en una ciudad puede no tener importancia en una escuela rural o lo que es efectivo en un país puede no serlo en otro.
Los comportamientos problemáticos de los estudiantes en el aula normalmente se asocian a un bajo desempeño académico. A menudo, el tiempo de enseñanza se desperdicia intentando controlar este tipo de conductas. Por ello, se ha desarrollado un enfoque preventivo denominado “manejo eficaz del aula”, el cual establece un entorno positivo en los salones de clases, donde los profesores se enfocan en el comportamiento adecuado de los estudiantes.
Una revisión sistemática de 12 estudios realizados en Estados Unidos y los Países Bajos, examinó el efecto de los programas para el manejo del aula, y que poseen múltiples componentes con relación al comportamiento de estudiantes problemáticos y agresivos. Los resultados mostraron un importante efecto positivo al momento de disminuir este tipo de conductas en las aulas de clases. En general, los estudiantes en las aulas de tratamiento mostraron comportamientos menos perjudiciales en comparación con otros estudiantes. Sin embargo, el pequeño tamaño de la muestra y la falta de evaluaciones precisas no permiten concluir que combinación de componentes es la más eficaz.

## El fracaso escolar en España
En el caso español, se habla de fracaso escolar para referirse a quienes no obtienen el título final de la Educación Secundaria Obligatoria (ESO), que se obtiene tras cursar con éxito 10 cursos de educación obligatoria. Previamente, se consideraba fracaso escolar a quienes no obtenían el título de Graduado Escolar, que se lograba tras cursar con éxito ocho cursos de Educación General Básica (EGB).
En España el fracaso escolar ha sido tradicionalmente más alto que en el promedio de los países europeos. Tras la implantación de la ESO, el fracaso escolar aumentó desde el año 2000 hasta 2009, para luego disminuir, para luego reducirse más recientemente . Hay quienes atribuyen este incremento al fracaso de la reforma, mientras que hay quienes lo atribuyen a la elevación en dos años de la edad obligatoria mínima para estar escolarizados, así como al boom del empleo poco cualificado, atractivo para los jóvenes.
Las diferencias entre comunidades autónomas son considerables
. Estas diferencias pueden explicarse por la historia educativa de las comunidades autónomas, como sus tasas de alfabetización en el siglo XIX, las diferencias en estructura productiva y, en menor medida, por diferencias de política educativa (Martínez García, 2012).
Políticas educativas contra el fracaso escolar en España:
Resaltan tres programas básicos: Diversificación curricular, Educación compensatoria y Garantía Social. Considerados los dos primeros preventivos y tercero paliativo. Además existe un amplio número de programas enfocados a la atención a la diversidad. 
Otras medidas preventivas tomadas por la Administración educativa son: detección de necesidades de integración, detección de necesidades educativas especiales, realización de un diagnóstico precoz de perfiles, evaluación de factores que intervienen en el fracaso escolar y programa de prevención del absentismo.
El programa de Educación compensatoria se encamina a procurar una salida a los alumnos que, ya en 3º de la ESO, parece difícil que puedan completar el ciclo de formación básica. Existen tres modalidades: compensación externa, en centros y aula de compensación. La compensación en centros consiste en clases de apoyo para alumnos en situación o riesgo de exclusión social y que acumulen un mínimo de dos años de desfase curricular. La compensación externa es un conjunto de actividades de apoyo escolar, ocio y acompañamiento que llevan a cabo asociaciones o las ONG en horario extraescolar y son financiadas por la Administración educativa. El aula de compensación educativa combina adquisición de conocimientos básicos con el desarrollo de habilidades manuales. Por último, el programa de garantía social representa un año (o dos en algunos casos) de formación netamente vinculado a las demandas del mundo laboral y destinado a proporcionar una cualificación profesional básica, que habilite para ocupar un puesto de ayudante en la educación (Navarrete, 2007).